# Gewehr 71/84
Le Mauser G 71/84 peut être considéré comme une arme de transition. Il s’agit en effet de l’association d'une culasse de Gewehr 71 avec un magasin tubulaire situé sous le canon (semblable à Lebel modèle 1886).

## Production et diffusion
Cette arme ne sera jamais utilisée en grand nombre par l’armée allemande. Il sera néanmoins exporté sous des variantes en Serbie et dans l’Empire ottoman sous la forme des Mauser Milovanovitch Mle 1880/1887 et Mauser 1887.

## Sources
- Luc Guillou, Mauser : fusils et carabines militaires, 2 tomes, Éditions du Portail, 1997 et 2004
- Jean Huon, Le Mauser 98 et ses dérivés, éditions Crépin-Leblond, 2003, 119 p., 29,6 × 21 cm, broché (ISBN 978-2703002147)